# Pier Antonio Panzeri
Pier Antonio Panzeri (Medolago, 6 de junio de 1955) es un político italiano que se desempeñó como miembro del Parlamento Europeo por el Noroeste con los Demócratas de Izquierda, el Partido Democrático y Artículo Uno, como parte del Grupo Socialista, desde 2004 hasta 2019.
En diciembre de 2022, se informó que Panzeri había sido arrestado como parte de una investigación sobre corrupción y soborno durante su tiempo como eurodiputado junto con otros miembros del personal y políticos de la Alianza Progresista de Socialistas y Demócratas, incluida la entonces vicepresidenta del Parlamento Europeo, Eva Kaili.

## Trayectoria
Fue secretario general de la Cámara Metropolitana del Trabajo de Milán (de 1995 a 2003), responsable de políticas para Europa (2003-2004) y miembro de la dirección nacional de los Demócratas de Izquierda (DS). Del 20 de julio de 2004 al 13 de julio de 2009 fue miembro del grupo Socialista, luego se integró al grupo de la Alianza Progresista de Socialistas y Demócratas hasta el 30 de junio de 2014.
Elegido de Uniti nell'Ulivo hasta 2005, formó parte de los Demócratas de Izquierda de 2005 a 2007, luego se convirtió en miembro del Partido Democrático (PD) en 2007. Fue reelegido eurodiputado por Italia para la VIII legislatura el 25 de mayo de 2014. Luego pasó a formar parte de la Comisión de Asuntos Exteriores y fue elegido presidente de la Subcomisión de Derechos Humanos en 2017.
En 2019 fundó la ONG Lucha contra la Impunidad, que tiene como objetivo “promover la lucha contra la impunidad en caso de graves violaciones de derechos humanos y crímenes de lesa humanidad”, de la cual es presidente.

## Qatargate
El 9 de diciembre de 2022 fue arrestado en Bruselas por la policía belga como parte de una investigación por corrupción en beneficio de Catar dirigida por la Oficina Central para la Represión de la Corrupción. Durante los registros realizados, se descubrieron más de medio millón de euros en efectivo en la casa de Panzeri en Bruselas. El mismo día se ejecuta una orden de detención europea en la región de Bérgamo contra la esposa y la hija de Antonio Panzeri. La ONG Lucha contra la Impunidad también fue allanada el 9 de diciembre de 2022.
Para Liberation, Antonio Panzeri presentaba un perfil ideal: "exdirigente sindical formado en las filas del Partido Comunista Italiano, eurodiputado de izquierda durante tres mandatos consecutivos y activista de derechos humanos: Catar difícilmente podría encontrar un candidato con mejor cobertura para intentar infiltrarse, o al menos influir, en las instituciones europeas.